# William Heffelfinger
William „Pudge“ Walter Heffelfinger (* 20. Dezember 1867 in Minneapolis, Minnesota; † 2. April 1954 in Blessing, Texas) war ein US-amerikanischer Footballspieler. Er gilt als der erste professionelle (entlohnte) Footballspieler.

## Herkunft
Heffelfinger stammte aus einer Familie, die aus der deutschsprachigen Schweiz in die USA ausgewandert war. Er wurde als Sohn eines Schuhfabrikanten in Minneapolis geboren und wuchs auch dort auf. Er hatte mindestens sechs Geschwister. Obwohl er 1884 noch die Central High School absolvierte, spielte er bereits an der University of Minnesota Football.

## Spielweise
Zu Ende des 19. Jahrhunderts und zu Beginn des 20. Jahrhunderts war American Football im Wesentlichen noch ein reines Laufspiel. Den Spielball mittels eines Passes nach vorne zu bewegen, war praktisch unbekannt, obwohl Passspiel nicht verboten war. Football war ein äußerst harter Sport, alleine 1905 kamen 18 Spieler ums Leben. Besonders gefürchtet war unter anderem eine Spielformation, die 1892 von Lorin F. Deland, einem Trainer der Harvard University, eingeführt und 1894 wieder verboten wurde, die Flying Wedge. Dabei hakten sich die blockenden Spieler des Ball besitzenden Teams unter und rannten auf die Line of Scrimmage zu, wo der Snapback den Ball an einen Runningback weitergab, während die Flying Wedge in einer Keilform dem Ball führenden Spieler den Weg frei spielte. Diese brutale Spielweise war für zahlreiche Verletzte verantwortlich. Zum Einsatz kam diese Spielformation auch bei den Spielen zwischen Yale und Harvard. Heffelfinger fand nun ein Gegenmittel gegen diese Spielweise. Er sprang im vollen Lauf in die Höhe, zog dabei die Beine an und flog in die Flying Wedge hinein. Diese Vorgehensweise verschaffte ihm bei seinen Gegenspielern den nötigen Respekt, steigerte die Verletzungsgefahr bei der Angriffsmannschaft, aber verschaffte dem 180 cm großen und 91 kg schweren Heffelfinger auch einen Freiraum, den er selbst für sein Spiel nutzen konnte. Da er zudem seine Schnelligkeit und Behändigkeit in das Spiel einbringen konnte, wurde er zu einem der dominierenden Spieler der damaligen Zeit.

## Spielerlaufbahn

### College
1888 erhielt Heffelfinger ein Stipendium an der Yale University in New Haven (Connecticut), einer der renommiertesten Universitäten der USA. Heffelfinger spielte auf der Universität Football für die Bulldogs. Diese spielten in der Intercollegiate Football Association zusammen mit den Mannschaften der Princeton University, der Harvard University und der Columbia University. In seinem ersten Jahr gelang es der Mannschaft von Heffelfinger, die rivalisierende Mannschaft der Princeton University mit 10:0 zu schlagen. Ein Jahr später ereilte die Harvard University das gleiche Schicksal, und im darauf folgenden Jahr konnte nochmals die Princeton University geschlagen werden. Nach einem Abstecher an die Sheffield Scientific School, wo er Klassensprecher war und eine Abschlussarbeit über die industrielle Schuhherstellung schrieb, kehrte er 1891 an die Yale University zurück. Heffelfinger wurde während seiner Zeit in New Haven dreimal zum All American gewählt.

### Profi
Im Gegensatz zu Baseball war Football am Ende des 19. Jahrhunderts ein reiner Amateursport. Er wurde auf der Schule oder auf den Colleges betrieben, wo traditionsgemäß die Spieler auch heute noch nicht bezahlt werden dürfen. Parallel zum Schul- und Universitätssport wurde Football aber auch in sogenannten Athletic Clubs betrieben. Aber auch dort wurde nicht für Geld, sondern nur für die Ehre gespielt.
1891 schloss sich Heffelfinger kurzzeitig der Chicago Athletic Association an. Im nachfolgenden Jahr wurde er zum ersten Spieler, der für die Ableistung eines Spiels bezahlt wurde. Am 18. November 1892 spielte die Allegheny Athletic Association (AAA) gegen die rivalisierende Mannschaft der Pittsburg Athletic Association (PAA). Der Club aus Allegheny bot Heffelfinger 500 US-Dollar an, wenn er für deren Mannschaft auflaufen würde. Dazu sollte er noch 25 US-Dollar Reisespesen erhalten. Heffelfinger nahm das Geld, sicherte im Spiel, bei dem die Mannschaft aus Pittsburgh auch die Flying Wedge zum Einsatz brachte, einen Fumble und trug diesen zum einzigen Touchdown des Spiels in die gegnerische Endzone. Die AAA gewann mit 4:0. Die Aufregung über das Auftreten des clubfremden Spielers Heffelfinger war bereits vor dem Spiel bei der gegnerischen Mannschaft und der Öffentlichkeit groß, allerdings vollkommen unberechtigt. Auch die Mannschaft der PAA hatte Heffelfinger Geld geboten – allerdings „nur“ 250 US-Dollar, was ihm zu wenig war, um seinen Amateurstatus aufs Spiel zu setzen. Da es auch zu dieser Zeit schon üblich war, auf die Spielergebnisse Wetten abzuschließen, wurden diese allerdings alle annulliert. Beide Clubs einigten sich nun darauf, das Spiel als Freundschaftsspiel auszutragen. Obwohl die AAA Heffelfinger insgesamt 525 US-Dollar bezahlen musste, machte sie mit 621 US-Dollar einen guten Gewinn. Der Bann für Profifootball war gebrochen, denn auch andere Clubs versuchten nun, mit ihren Spielen Geld zu verdienen und boten Spielern Gehälter zwischen 50 und 500 US-Dollar pro Spiel an.

## Trainerlaufbahn
Heffelfinger trainierte insgesamt drei Collegeteams. 1893 die Mannschaft der University of California, wo er fünf von sieben Spielen gewinnen konnte, 1894 die Lehigh University (5 von 14 Spielen gewonnen) und 1895 die University of Minnesota. Dort gewann die Mannschaft mit ihm als Trainer sieben ihrer zehn Spiele.

## Ehrungen
Heffelfinger ist Mitglied in der College Football Hall of Fame. Obwohl er nicht Mitglied in der Pro Football Hall of Fame ist, wird dort an ihn erinnert. Die Abrechnung über das erste Spiel, bei dem ein Spieler bezahlt wurde, kann dort besichtigt werden.

## Abseits des Spielfelds
Heffelfinger war verheiratet und hatte zwei Töchter sowie einen Sohn. Er betätigte sich in Minneapolis als Immobilienmakler und Versicherungsvertreter. Heffelfinger war befreundet mit Theodore Roosevelt, den er 1904 auch bei seiner zweiten Kandidatur für das Amt zum US-Präsidenten unterstützte. Auch William Howard Taft wurde von ihm bei dessen Wahlen zum US-Präsidenten unterstützt. Er selbst war acht Jahre Landrat (County Commissioner) im Hennepin County und bewarb sich 1929 um die republikanische Nominierung für ein Kongressmandat, die aber an William I. Nolan ging. Im Alter von 63 Jahren spielte er zum letzten Mal 1930 für die Yale University in einem All-Star-Spiel American Football. Heffelfinger produzierte später zwei Radiosendungen. Er ist auf dem Old Hawley Cemetery in Blessing, Texas, beerdigt.